# Imbibició
La Imbibició es defineix com el desplaçament d'un fluid per un altre fluid immiscible. Aquest procés es controla i l'afecten diversos factors. El nombre de capil·laritat (Ca) i la raó de mobilitat (M) tenen la major importància. També es defineix la imbibició com el fenomen pel qual les cèl·lules vegetals, vives o mortes, absorbeixen l'aigua per una superfície d'atracció. Segons la classificació del procés d'imbibició de Payatakes i Dias, aquesta pot ser:
1. Imbibició espontània
2. Flux constant
3. Imbibició quasi estàtica
4. Inversió dinàmica amb flux de desplaçament de fluid amb taxa constant

Un exemple d'imbibició que es pot trobar a la natura és l'absorció química d'aigua per col·loides hidròfils. El potencial de matriu contribueix significativament a hidratar aquestes substàncies. Un exemple és la imbibició de les llavors seques abans de la germinació. La imbibició pot significar que funcioni el rellotge genètic que controla els ritmes circardians en Arabidopsis thaliana i (probablement) en altres plantes.
Diferents tipus de substàncies orgàniques tenen diferents capacitats d'imbibició. Les proteïnes tenen una molt alta capacitat d'imbibició, el midó menys i lacel·lulosa encara menys. Això fa que el tipus de pèsol d'alt contingut en proteïna (pèsol proteginós) s'imbibeixi més que no pas les llavors més riques en midó com són les del blat i altres cereals.
La imbibició per l'aigua incrementa el volum de la substància i això provoca una pressió d'imbibició. Aquesta pressió pot ser d'una magnitud enorme com es demostra el sistema, ja utilitzat pels antics egipcis, de trencament dels blocs de roques inserint-hi unes falques de fusta que s'inflen en quedar imbibides amb aigua.